# Koo Ja-cheol
Koo Ja-Cheol (Hangul: 구자철) (Nonsan, 27 februari 1989) is een Zuid-Koreaans voetballer die bij voorkeur als centrale middenvelder speelt. Hij verruilde in augustus 2019 FC Augsburg voor Al-Gharafa, dat hem transfervrij overnam. Koo debuteerde in 2008 in het Zuid-Koreaans nationaal elftal.

## Clubcarrière
Koo debuteerde in 2007 voor Jeju United in de K-League. Op 30 januari 2011 werd hij voor twee miljoen euro getransfereerd naar VfL Wolfsburg. Op 12 februari 2011 debuteerde hij in de Bundesliga tegen Hamburger SV. Op 31 januari 2012 werd hij voor zes maanden uitgeleend aan FC Augsburg. Daar maakte hij vijf doelpunten in 15 wedstrijden, waarmee hij een groot aandeel had in de reddingsoperatie van Augsburg. Tijdens het seizoen 2012/13 werd hij opnieuw uitgeleend aan Augsburg. In de zomer van 2013 keerde Koo terug bij VfL Wolfsburg, dat hem op 18 januari 2014 verkocht aan FSV Mainz 05. Daarmee werd hij achtereenvolgens zevende en elfde in de Bundesliga.
Koo tekende in augustus 2015 een in eerste instantie tweejarig contract bij FC Augsburg, de nummer vijf in de Bundesliga in het voorgaande seizoen. Dat betaalde circa €5.000.000,- voor hem aan Mainz 05.

## Interlandcarrière
Koo debuteerde voor het Zuid-Koreaans nationaal elftal in 2008. In 2012 nam hij met Zuid-Korea deel aan de Olympische Spelen in Londen. Zuid-Korea behaalde brons op de Spelen, door in de kleine finale Japan te verslaan met 2–0. Met Zuid-Korea nam Koo deel aan het wereldkampioenschap 2014 en de Aziatische kampioenschappen in 2011 en 2015. Op 8 oktober 2015 speelde hij zijn vijftigste interland in het kwalificatietoernooi voor het wereldkampioenschap 2018 in en tegen Koeweit. Koo maakte het enige doelpunt van de wedstrijd. Koo kwam eveneens uit op de WK-eindronde 2018 in Rusland, waar de selectie onder leiding van bondocach Shin Tae-yong in de groepsfase werd uitgeschakeld. De ploeg verloor van achtereenvolgens Zweden (0-1) en Mexico (1-2), maar won in het afsluitende groepsduel verrassend met 2-0 van titelverdediger Duitsland, waardoor Die Mannschaft eveneens de koffers kon pakken. Koo speelde mee in twee van drie de groepswedstrijden, beide als basisspeler.
1 Kim Seung-gyu ·
2 Lee Yong ·
3 Jung Seung-hyun ·
4 Oh Ban-suk ·
5 Yun Young-sun ·
6 Park Joo-ho ·
7 Son Heung-min ·
8 Ju Se-jong ·
9 Kim Shin-wook ·
10 Lee Seung-woo ·
11 Hwang Hee-chan ·
12 Kim Min-woo ·
13 Koo Ja-cheol ·
14 Hong Chul ·
15 Jung Woo-young ·
16 Ki Sung-yong  ·
17 Lee Jae-sung ·
18 Moon Seon-min ·
19 Kim Young-gwon ·
20 Jang Hyun-soo ·
21 Kim Jin-hyeon ·
22 Go Yo-han ·
23 Cho Hyun-woo ·
Coach: Shin Tae-yong